# Kazachse voetbalbeker 1995
1995 was het vierde seizoen van de Beker van Kazachstan. De 16 deelnemende ploegen streden van 9 mei t/m 7 november in een knock-outsysteem. Alle rondes (behalve de finale) bestonden uit een heen- en een terugwedstrijd.

## Achtste finale
De wedstrijden werden gespeeld op 9 & 14 mei 1995.
| Thuisclub             | Uitslag | Uitslag | Uitclub                  |
| --------------------- | ------- | ------- | ------------------------ |
| Batır FK Ekibastuz    | 3-0     | 0-1     | Vostok FK Öskemen        |
| Cesna FK Aqmola       | 1-2     | 2-3     | SKÏF-Ordabası FK Şımkent |
| Gornyak FK Xromtaw    | 1-1     | 0-0     | Bolat FK Temirtaw        |
| Munayşı Aqtaw FK      | 0-2     | 1       | Jiger FK Şımkent         |
| Qaynar FK Taldıqorğan | 2-2     | 0-4     | Elimay FK Semey          |
| Şaxter FK Qarağandı   | 2-0     | 0-1     | Aktyubïnec FK Aktyubïnsk |
| Taraz FK Jambıl       | 2       | 2-2     | Qayrat FK Almatı         |
| Tobıl FK Kustanay     | 1-1     | 0-0     | Ansat FK Pavlodar        |

1 Munayşı Aqtaw FK trok zich vóór het tweede duel terug.
2 Omdat Qayrat FK Almatı een niet-gerechtigde speler opstelde, werd Taraz FK Jambıl een reglementaire overwinning toegekend.

## Kwartfinale
De wedstrijden werden gespeeld op 3 & 14 juli 1995.
| Thuisclub                | Uitslag | Uitslag | Uitclub            |
| ------------------------ | ------- | ------- | ------------------ |
| Ansat FK Pavlodar        | 0-0     | 3       | Taraz FK Jambıl    |
| Elimay FK Semey          | 3-0     | 1-1     | Jiger FK Şımkent   |
| SKÏF-Ordabası FK Şımkent | 5-1     | 0-3     | Batır FK Ekibastuz |
| Şaxter FK Qarağandı      | 4       | 0-1     | Bolat FK Temirtaw  |

3 Ansat FK Pavlodar trok zich vóór het tweede duel terug.
4 Omdat Şaxter FK Qarağandı een niet-gerechtigde speler opstelde, werd Bolat FK Termitaw een reglementaire overwinning toegekend.

## Halve finale
De wedstrijden werden gespeeld op 5 augustus & 2 oktober 1995.
| Thuisclub                | Uitslag | Uitslag | Uitclub           |
| ------------------------ | ------- | ------- | ----------------- |
| SKÏF-Ordabası FK Şımkent | 3-1     | 2-2     | Bolat FK Temirtaw |
| Taraz FK Jambıl          | 2-1     | 0-1     | Elimay FK Semey   |

## Finale
|                 |                  |       |                          |                                                                                  |
| 7 november 1995 | Elimay FK Semey  | 1 - 0 | SKÏF-Ordabası FK Şımkent | Almatı Ortalıq Stadïon Toeschouwers: 1.000 Scheidsrechter: A. Mazmanyan (Almaty) |
| 7 november 1995 | Mïroşnïçenko 87' | KFF   |                          | Almatı Ortalıq Stadïon Toeschouwers: 1.000 Scheidsrechter: A. Mazmanyan (Almaty) |